# África Pratt
África Ruiz Pratt, conocida artísticamente como África Pratt (Larache, Protectorado español de Marruecos, 18 de septiembre de 1946), es una actriz y vedette de revista española.

## Biografía
Hija de un oficial del ejército destinado en suelo marroquí, siendo aún una adolescente se traslada a Madrid y se inicia en el mundo del espectáculo a la edad de 16 años como bailarina.
En esa época se especializa en el género de la Revista musical, cosechando éxitos como El día de San Valentín y Dos piernas veinte millones. 
Debuta en el cine en 1973 con la película Una monja y un Don Juan, de Mariano Ozores, quien la dirigiría en otros nueve títulos. Actriz habitual en comedias de corte ligero de la época de la Transición, junto a otras actrices como Norma Duval o Marcia Bell.
Su carrera teatral fue, por el contrario, más prolongada interviniendo en decenas de montajes.

## Trayectoria en teatro (parcial)
- Un mes de amor (1971)
- Cada oveja sin su pareja (1972)
- Diez negritos (1973)
- Una rosa en el desayuno (1975)
- Los viernes a las seis (1976)
- La muchacha sin retorno (1976)
- El segundo poder (1977), con Fernando Rey
- ¡Oh, Calcuta! (1978)
- El sacerdote (1979)
- Una noche en su casa... señora (1979)
- Aspirina para dos (1980)
- Melocotón en almíbar (1981)
- La señora presidenta (1982), con Manolo Gómez Bur
- La pereza (1984).
- No corran que es peor (1984)
- Cumpleaños feliz (1985).
- Patatus (1986)
- Oportunidad, bonito chalet familiar (1990)
- Háblame de Herbert (1992)
- El águila y la niebla (2002)
- Don Juan Tenorio
- Cyrano de Bergerac
- El alcalde de Zalamea
- El lazarillo de Tormes
- Pantaleón y las visitadoras
- La zapatera prodigiosa
- Viva la Pepa
- Prohibido suicidarse en primavera
- Yo me bajo en la próxima, ¿y usted?

## Filmografía (parcial)
- Una monja y un Don Juan (1973).
- La llamaban La Madrina (1973).
- Fin de semana al desnudo (1974).
- Tío, ¿de verdad vienen de París? (1975).
- De profesión: polígamo (1975).
- Cuando el cuerno suena (1975).
- Madrid, Costa Fleming (1976).
- Cuando los maridos se iban a la guerra (1976).
- Cuentos de las sábanas blancas (1977).
- El sacerdote (1978).
- Los bingueros (1979).
- El erótico enmascarado (1980).
- ¿Dónde estará mi niño? (1981).
- ¡Qué gozada de divorcio! (1981).
- Los autonómicos (1982).
- El cura ya tiene hijo (1984).
- Al Este del Oeste (1984).
- Memorias del General Escobar (1984).
- Disparate nacional (1990).
- Tretas de mujer (1993).

- Datos: Q6172576